# Schweizerischer Gewerkschaftsbund

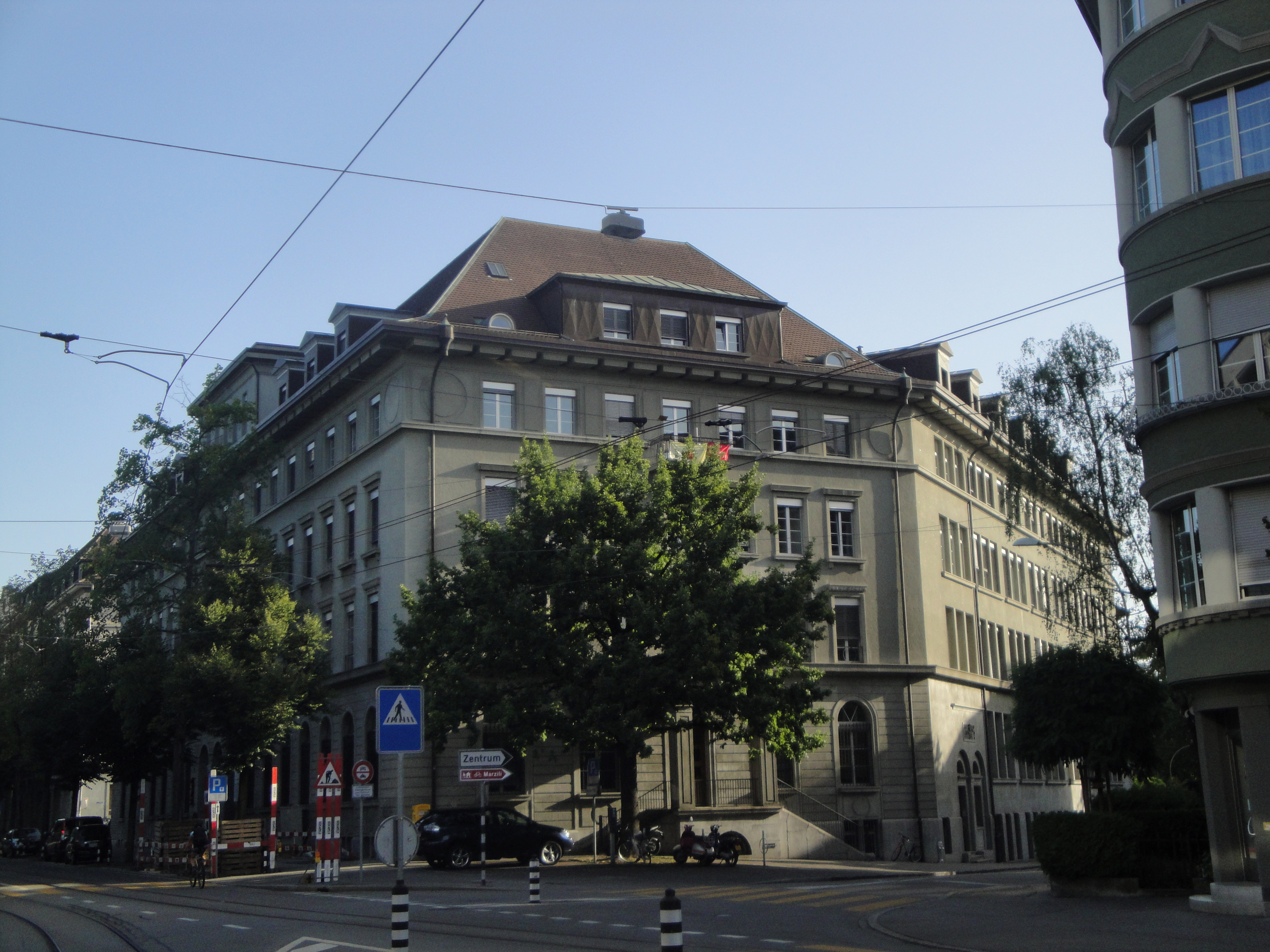
Sitz in Bern

Der Schweizerische Gewerkschaftsbund (SGB, französisch Union syndicale suisse, italienisch Unione sindacale svizzera) ist die grösste Arbeitnehmerorganisation der Schweiz. Er ist der Dachverband von 20 Einzelgewerkschaften, die insgesamt rund 316’000 Mitglieder vertreten. Der Gewerkschaftsbund wurde 1880 im Bahnhofbuffet Olten gegründet.
Präsident ist der sozialdemokratische Ständerat Pierre-Yves Maillard, Vizepräsidentinnen sind Vania Alleva und Natascha Wey, die als Vorstandsmitglieder auch jeweils eine Gewerkschaft vertreten.
Der SGB ist Mitglied des Internationalen Gewerkschaftsbundes und des Europäischen Gewerkschaftsbundes.

## Politische Ziele
Vollbeschäftigung
Die Wirtschaftspolitik soll Vollbeschäftigung zum Ziel haben. Darin inbegriffen ist nicht nur das Recht auf Arbeit, sondern auch das Recht auf eine Berufsausbildung. Arbeitslose, Ausgesteuerte und Sozialhilfeempfänger sollen möglichst rasch wieder in die Erwerbswelt integriert werden.
Faire Löhne
Am 25. Januar 2011 lancierte der Schweizerische Gewerkschaftsbund die Mindestlohn-Initiative. Die Initiative will alle Löhne über Mindestlöhne schützen. Sie schreibt einen untersten Mindestlohn von 22 Franken pro Stunde vor (für das Jahr 2011). Der gesetzliche Mindestlohn wird regelmässig an die Lohn- und Preisentwicklung angepasst (gemäss AHV-Rentenindex), die Kantone können regional höhere Mindestlöhne festlegen. Damit alle Löhne geschützt sind, müssen Bund und Kantone Mindestlöhne in Gesamtarbeitsverträgen fördern. Am 18. Mai 2014 wurde die Initiative vom Stimmvolk abgelehnt.
Bessere Arbeitsbedingungen
Die gesetzlichen wöchentlichen Höchstarbeitszeiten (50 Stunden/Woche) sollen reduziert, die Überstunden begrenzt und die Arbeitszeit somit planbarer werden. Weiter sollen die Kontrollen gegen Missbrauch bei Temporärarbeit verstärkt und der Gesundheitsschutz der Arbeitnehmenden verbessert werden.
Gute Renten
Wer ein Leben lang gearbeitet hat, verdiene eine gute Rente. «Doch die AHV-Renten sind zu tief und die Renten aus den Pensionskassen brechen ein. Gleichzeitig steigen Mieten und Krankenkassenprämien. Da bleibt immer weniger zum Leben übrig. Besonders gross ist der Rentenrückstand bei den Frauen. In der Schweiz hat es genug Geld für anständige Renten – nicht nur für die Top-Verdiener.» Mit dieser Begründung initiierte der Schweizerische Gewerkschaftsbund die «Initiative für eine 13. AHV-Rente».
Chancengleichheit
Der Zugang zur Erwerbswelt und die Karrieremöglichkeiten sollen nicht abhängig sein von Herkunft oder Geschlecht einer Person. Durch kostenlose und flächendeckende Tagesschulen und einen Elternurlaub soll Frauen ein gleichberechtigter Zugang zur Arbeitswelt ermöglicht werden.
Soziale Sicherheit für alle
Die Sozialversicherungen sollen erhalten und wo nötig ausgebaut werden. Am Kongress vom 5. und 6. November 2010 stellte der SGB das Modell AHVplus vor, das die Rentenlücke bei tiefen Einkommen schliessen sollte. Während das Leistungsziel bisher eine Ersatzquote von 60 % des letzten Einkommens vorsah, soll dieses Leistungsziel für die Altersvorsorge künftig nach Einkommen differenziert werden. Für Einkommen unter 5000 Franken fordert der SGB eine Ersatzquote von 80 %, erst ab einem Einkommen von mehr als 7000 Franken pro Monat soll die Ersatzquote wie bisher 60 % betragen. So soll sichergestellt werden, dass die Rente auch für tiefere Einkommen ein würdiges Leben im Ruhestand ermöglicht. Weiter soll ein flexibler Altersrücktritt mit 62 für alle möglich sein.
Starker Service public
Die staatliche Grundversorgung – wie Bildung, Gesundheit, öffentlicher Verkehr, Post usw. – soll nicht weiter privatisiert und liberalisiert werden. Der Staat soll dafür sorgen, dass alle Menschen in der Schweiz einen direkten und kostengünstigen Zugang zu seinen Dienstleistungen haben. Weiter soll er für vorbildliche Arbeitsbedingungen besorgt sein.
Gleichstellung von Mann und Frau
Der SGB setzt sich für den Schutz vor Diskriminierung aufgrund des Geschlechts ein. Dazu gehört die Verwirklichung der Lohngleichheit, die Vereinbarkeit von Beruf und Familie und eine gerechte Aufteilung von Erwerbs- und Familienarbeit. Aktiv war der SGB unter anderem in der Organisation einer Grosskundgebung zur Lohngleichheit am 22. September 2018 in Bern sowie als einer der Hauptakteure beim Frauenstreik am 14. Juni 2019, bei dem der SGB unter dem Slogan «Lohn. Zeit. Respekt» u. a. Mindestlöhne von 4000 Franken, Investitionen in Betreuungsangebote, Lohnanalysen- und Kontrollen als Mittel gegen Lohndiskriminierung sowie verstärktes Engagement gegen Sexismus und Belästigung am Arbeitsplatz forderte.

## Präsidenten
- 1884–1886: Ludwig Witt
- 1886–1886: Johann Kappes
- 1886–1888: Ludwig Witt
- 1888–1888: Albert Spiess
- 1888–1890: Georg Preiss
- 1890–1891: Rudolf Morf
- 1891–1893: Conrad Conzett
- 1893–1894: Eduard Hungerbühler
- 1894–1896: Eduard Keel
- 1896–1898: Lienhard Boksberger
- 1898–1900: Alois Kessler
- 1900–1902: Heinrich Schnetzler
- 1902–1903: Niklaus Bill
- 1903–1908: Karl Zingg
- 1909–1912: Emil Ryser
- 1912–1934: Oskar Schneeberger
- 1934–1953: Robert Bratschi
- 1954–1958: Arthur Steiner
- 1958–1968: Hermann Leuenberger
- 1969–1973: Ernst Wütrich
- 1973–1978: Ezio Canonica
- 1978–1982: Richard Müller
- 1982–1990: Fritz Reimann
- 1990–1994: Walter Renschler
- 1994–1998: Christiane Brunner und Vasco Pedrina
- 1998–2019: Paul Rechsteiner
- seit 2019: Pierre-Yves Maillard

## Mitglieder
Folgende Gewerkschaften bilden den SGB:

### Vollmitglieder
| Gewerkschaft                                               | Abkürzung     |
| ---------------------------------------------------------- | ------------- |
| Unia                                                       | Unia          |
| Gewerkschaft des Verkehrspersonals                         | SEV           |
| Schweizerischer Verband des Personals öffentlicher Dienste | VPOD          |
| Syndicom                                                   | Syndicom      |
| Personalverband des Bundes                                 | PVB           |
| Schweizerischer Bankpersonalverband                        | SBPV          |
| Avenir Social                                              | Avenir Social |
| Schweizer Syndikat Medienschaffender                       | SSM           |
| Garanto (Gewerkschaft Zoll- und Grenzwachtpersonals)       | Garanto       |
| Schweizerischer Musikpädagogischer Verband                 | SMPV          |
| Kapers (Vereinigung des Kabinenpersonals)                  | Kapers        |
| EasyJet Switzerland Pilots Association                     | ESPA          |
| Helvetica Swiss Controllers Association                    | USDAM         |
| Schweizerischer Musikerverband                             | SMV           |
| Nautilus International                                     | Nautilus      |
| New Wood                                                   | ESPA          |
| Société pédagogique vaudoise                               | SPV           |

### Gewerkschaften mit besonderem Status
- Assoziierte Mitglieder: Szene Schweiz, Syndicat interprofessionnel de travailleuses et travailleurs (SIT)

- Mitglieder im Beobachterstatus: Zentralverband Öffentliches Personal Schweiz (ZV), Impressum, Schweizer Berufsverband der Pflegefachfrauen und Pflegefachmänner

### Historische Mitglieder
- Verband schweizerischer Arbeiterinnenvereine (1904–1908)
- Schweizerischer Typographenbund (STB), Fusion zur GDP 1980
- Schweizerischer Buchbinder- und Kartonagerverband (SBKV), Fusion zur GDP 1980
- Verband der Bekleidungs-, Leder- und Ausrüstungsarbeiter der Schweiz (VBLA), Fusion mit dem Smuv 1992
- Gewerkschaft Bau und Holz (GBH), Fusion zur GBI 1993
- Gewerkschaft Textil, Chemie, Papier (GTCP), Fusion zur GBI 1993
- Schweizerischer Coiffeurpersonal-Verband (SCPV), Fusion mit dem VHTL 1998
- Verband Schweizerischer Postbeamtinnen und Postbeamte (VSPB), Fusion zur GeKo 1998
- Schweizerischer Posthalterveband (SPV), Fusion zur GeKo 1998
- Verband schweizerischer Telegraphen- und Telephonbeamter (VSTTB), Fusion zur GeKo 1998
- PTT-Union, Fusion zur GeKo 1998
- Schweizerischen Lithographenbund (SLB), Fusion zur Comedia 1998
- Gewerkschaft Druck und Papier (GDP), Fusion zur Comedia 1998
- Schweizerische Journalistinnen- und Journalisten-Union (SJU), Fusion zur Comedia 1998
- Verband des Schweizerischen Zollpersonals (VSZP), Fusion zu garaNto 2001
- Verband Schweizerischer Zollbeamter (VSZB), Fusion zu garaNto 2001
- Gewerkschaft Bau und Industrie (GBI), Fusion zur Unia 2004
- Gewerkschaft Industrie, Gewerbe, Dienstleistungen (Smuv), Fusion zur Unia 2004
- Gewerkschaft Verkauf Handel Transport Lebensmittel (VHTL), Fusion zur Unia 2004
- Die Dienstleistungsgewerkschaft (unia), Fusion zur Unia 2004
- Gewerkschaftliche Bewegung für Arbeit und Gerechtigkeit (GEWAG), Auflösung 2005
- Schweizerischer Berufsverband Soziale Arbeit (SBS), Fusion zu AvenirSocial 2005
- Schweizerischer Verband Seidenbeuteltuchweber (SVSW), Auflösung 2008
- Die On-Line-Gewerkschaft (//syndikat), Auflösung 2009
- Gewerkschaft Kommunikation (GeKo), Fusion zur Syndicom 2010
- Die Mediengewerkschaft (Comedia), Fusion zur Syndicom 2010